# Liste der größten Unternehmen in Singapur
Die Liste der größten Unternehmen in Singapur enthält die vom Forbes Magazine in der Liste Forbes Global 2000 veröffentlichten größten börsennotierten Unternehmen in Singapur.
Die Rangfolge der jährlich erscheinenden Liste der 2000 größten börsennotierten Unternehmen der Welt errechnet sich aus einer Kombination von Umsatz, Nettogewinn, Aktiva und Marktwert. Dabei wurden die Platzierungen der Unternehmen in den gleich gewichteten Kategorien zu einem Rang zusammengezählt. In der Tabelle aufgeführt sind auch der Hauptsitz, die Branche und die Zahl der Mitarbeiter. Die Zahlen sind in Milliarden US-Dollar angegeben und beziehen sich auf das Geschäftsjahr 2008, für den Marktwert auf den Börsenkurs vom 27. Februar 2009.

## Größte börsennotierte Unternehmen
| Rang | Forbes 2000 | Name                    | Hauptsitz | Umsatz (Mrd. $) | Gewinn (Mrd. $) | Aktiva (Mrd. $) | Marktwert (Mrd. $) | Mitarbeiter | Branche               |
| ---- | ----------- | ----------------------- | --------- | --------------- | --------------- | --------------- | ------------------ | ----------- | --------------------- |
| 1.   | 290.        | Singapore Telecom       | Singapur  | 10.76           | 2.87            | 24.40           | 25.34              |             | Telekommunikation     |
| 2.   | 314.        | Wilmar International    | Singapur  | 29.15           | 1.53            | 17.81           | 11.89              | 60.000      | Lebensmittelindustrie |
| 3.   | 337.        | DBS Group               | Singapur  | 6.85            | 1.34            | 178.06          | 11.57              | 12.000      | Banken                |
| 4.   | 392.        | United Overseas Bank    | Singapur  | 5.92            | 1.34            | 126.98          | 9.85               |             | Banken                |
| 5.   | 454.        | Singapore Airlines      | Singapur  | 11.57           | 1.49            | 19.24           | 7.79               |             | Fluggesellschaften    |
| 6.   | 466.        | Oversea-Chinese Banking | Singapur  | 4.77            | 1.21            | 125.83          | 9.06               | 7.424       | Banken                |
| 7.   | 748.        | Keppel Singapore        | Singapur  | 8.19            | 0.76            | 11.62           | 4.50               |             | Mischkonzern          |
| 8.   | 871.        | CapitaLand              | Singapur  | 1.91            | 0.87            | 17.41           | 5.42               |             | Investments           |
| 9.   | 1082.       | Flextronics Intl        | Singapur  | 29.30           | −0.68           | 19.52           | 1.67               | 200.000     | Hardware              |
| 10.  | 1382.       | SembCorp Industries     | Singapur  | 6.89            | 0.35            | 5.85            | 2.44               | 7.000       | Mischkonzern          |
| 11.  | 1435.       | Singapore Technologies  | Singapur  | 3.71            | 0.33            | 4.06            | 4.48               | 17.750      | Hardware              |
| 12.  | 1457.       | City Developments       | Singapur  | 2.04            | 0.41            | 8.69            | 2.82               |             | Investments           |
| 13.  | 1488.       | Golden Agri-Resources   | Singapur  | 2.92            | 1.35            | 6.82            | 1.84               |             | Lebensmittelindustrie |
| 14.  | 1682.       | Fraser & Neave          | Singapur  | 3.45            | 0.30            | 9.44            | 2.05               | 18.000      | Mischkonzern          |
| 15.  | 1724.       | Singapore Exchange      | Singapur  | 0.56            | 0.35            | 1.42            | 3.14               |             | Investments           |
| 16.  | 1944.       | Singapore Press         | Singapur  | 0.92            | 0.31            | 2.23            | 2.80               |             | Medien                |
| 17.  | 1969.       | Neptune Orient Lines    | Singapur  | 9.07            | 0.08            | 5.45            | 1.14               |             | Reedereien            |